# Max and Shred
 (juillet 2017).
Si vous disposez d'ouvrages ou d'articles de référence ou si vous connaissez des sites web de qualité traitant du thème abordé ici, merci de compléter l'article en donnant les références utiles à sa vérifiabilité et en les liant à la section « Notes et références ».
Max and Shred est une série télévisée américaine créée par Josh Greenbaum et Ben McMillan diffusée entre le 6 octobre 2014 au 31 mars 2016 sur Nickelodeon. 
Au Canada, la série est diffusée entre le 7 octobre 2016 au 31 mars 2016 sur YTV.

## Synopsis
Les deux amis Max Asher, un snowboarder célèbre et Alvin "Shred" Ackerman, un adepte de la science ont une amitié hilarante et improbable. Ils deviennent colocataires puis des amis instantanés lorsque Max se déplace au Colorado pour s'entraîner pour la Coupe d'hiver.

## Distribution

### Personnages principaux
- Jonny Gray : Max Asher
- Jake Goodman : Alvin "Shred" Ackerman
- Saara Chaudry : Jill "Howie" Finch
- Emilia McCarthy : Abby Ackerman
- Jean-Michel Le Gal : Lloyd Ackerman
- Siobhan Murphy : Diane Ackerman

### Personnages récurrents
- Tucker Bowman : Junk
- Hannah Cheesman : Kaylee Carpenter
- Stephen Joffe : Peter
- Devyn Nekoda : Wendy Chong
- Amariah Faulkner : Juliet

## Épisodes
| Saison | Saison | Épisodes | États-Unis      | États-Unis      | Chaîne      |
| Saison | Saison | Épisodes | Début de saison | Fin de saison   | Chaîne      |
| ------ | ------ | -------- | --------------- | --------------- | ----------- |
|        | 1      | 26       | 6 octobre 2014  | 11 juillet 2015 | Nickelodeon |
|        | 2      | 8        | 21 mars 2016    | 31 mars 2016    | Nicktoons   |

### Saison 1 (2014-2015)
1. Titre français inconnu (The Big Hair Switch 360)
2. Titre français inconnu (The Lien Love Triangle)
3. Titre français inconnu (The 1080 Room Twist)
4. Titre français inconnu (The Nosebonk Nemesis)
5. Titre français inconnu (The Snow Day Variety Method)
6. Titre français inconnu (The Frontside Hero Slide)
7. Titre français inconnu (The Blunt Stall Auction Flail)
8. Titre français inconnu (The Alt-Ctrl-Shifty Laptop Burn)
9. Titre français inconnu (The Half-Cab Robot Baby Bonk)
10. Titre français inconnu (The Stalefish Double Flip)
11. Titre français inconnu (The Switch Shifty Birthday Party)
12. Titre français inconnu (The Nose Butter Brain Freeze)
13. Titre français inconnu (The Academic Bowl Chong Problem)
14. Titre français inconnu (The Switch Jolly Mambo Varial)
15. Titre français inconnu (The Yeti Misty Flip Makeover)
16. Titre français inconnu (The Air-to-Fakie Autobiography)
17. Titre français inconnu (The Blindside Scoutmaster Disaster)
18. Titre français inconnu (The Joey Huckfest Prankpipe)
19. Titre français inconnu (The Buttery Bad Luck Streak)
20. Titre français inconnu (The Backside Family Eggflip)
21. Titre français inconnu (Boardercross Bionic Boost)
22. Titre français inconnu (The Goofy Tamedog Air)
23. Titre français inconnu (The Chill Bro Lipslide)
24. Titre français inconnu (The Switch Inward Love Flip)
25. Titre français inconnu (The Slopestyle Syrup Slob)
26. Titre français inconnu (The Perfect Layback Life)

### Saison 2 (2016)
1. Titre français inconnu (The Shifty Girlfriend 360)
2. Titre français inconnu (The Ghostly Grommet Bust)
3. Titre français inconnu (The Freeriding Family Mashup)
4. Titre français inconnu (The Duckfooted Dreadful Date)
5. Titre français inconnu (The Rock and Roll Rodeo 540)
6. Titre français inconnu (The McTwisted Memory Making)
7. Titre français inconnu (The Inverted Life Coach Layout)
8. Titre français inconnu (The Spaghetti Air Science Fair)

## Récompenses
- Canadian Screen Awards 2016: Meilleure programme ou série pour les jeunes